# Хитун-Бовтун

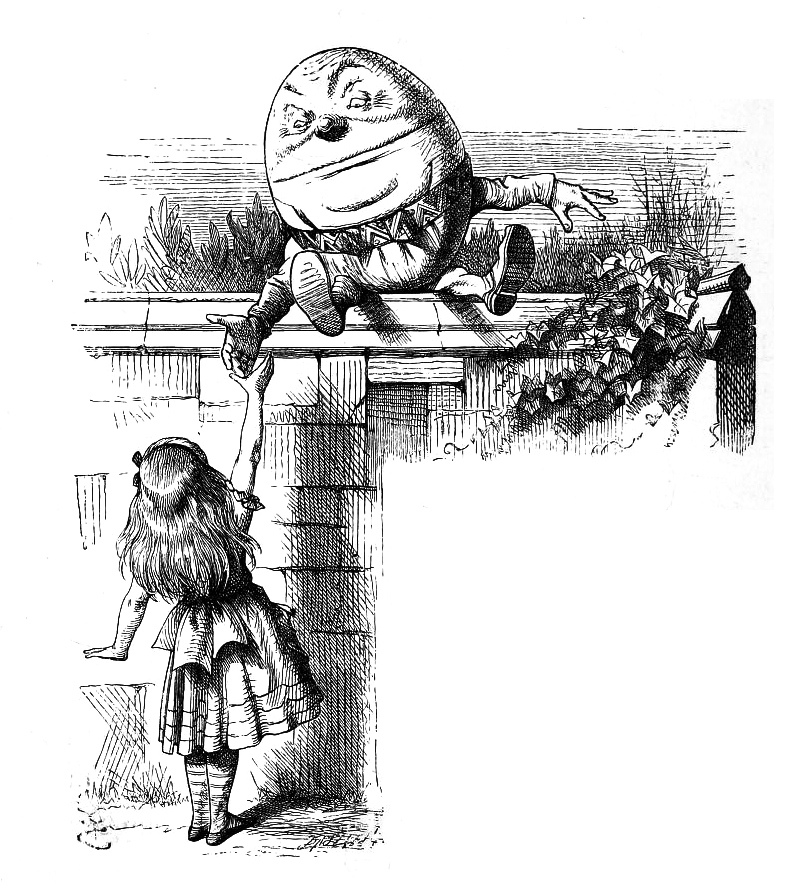
Аліса і Шалам-Балам (ілюстрація Джона Теннієла до англійського оригіналу книги)

Шалам-Балам, також, у більш ранніх перекладах (1959), Хитун-Бовтун (англ. Humpty Dumpty) — персонаж класичного англійського дитячого вірша та книги Льюїса Керрола «Аліса в Задзеркаллі» у формі великого людиноподібного яйця з краваткою. З'являється на шостій шаховій клітинці в Задзеркаллі.

## «Аліса в Задзеркаллі»
Аліса знаходить його в магазині Вівці, в яку перетворилася Біла Королева. Шалам-Балам трансформується зі звичайного яйця, яке купила Аліса. Він сидить по-турецьки на високій стіні і виступає в ролі задзеркального мудреця, який допомагає Алісі осягнути значення слів з вірша про Жербельковта. Шалам-Балам наполягає, що кожне ім'я має щось означати.
Крім того, він стверджує, що слова мають той зміст, який він сам їм надає. За цим твердженням стоять суперечки математиків того часу, що є піднесення до від'ємного степеня тощо. Керролл-математик дотримувався позиції, що треба не шукати, чим є математичне поняття «насправді», а дати визначення. Ця точка зору зрештою взяла гору.
Він має особливу близькість до Короля, отримує від нього подарунки на «недень народження» (тобто всі інші дні в році, крім одного). Після падіння Шалама-Балама Білий Король посилає «всю королівську кінноту, всю королівську рать» (англ. all the King's horses and all the King's men) для того, щоб його зібрати.

## Вірш
Вірш про Хитуна-Бовтуна — це старовинна англійська дитяча пісенька. Автор казок про країну Оз, американський письменник Френк Баум, використав цю ж пісеньку, хоч і зовсім інакше, у своїй першій книжці для дітей «Матінка Гуска в прозі».
У сучасній англійській мові слово «Хитун-Бовтун» (англ. humpty dumpty) має два значення: «товстун-коротун» і «річ, що впала або розбилася і її неможливо відновити».
Оригінал:
Humpty Dumpty sat on a wall,

Humpty Dumpty had a great fall.

All the king's horses,

And all the king's men,

Couldn't put Humpty together again.
Переклади:
1. Переклад Миколи Лукаша
|  | Хитун-Бовтун на стіні стояв, Хитун-Бовтун додолу впав. Хоч прибігла вся королівська рать, Хитуна-Бовтуна не змогли вже піднять. |

2. Переклад Валентина Корнієнка
Шалам-Балам на мурі сидів.

Шалам-Балам на землю злетів.

Уся королівська кіннота і все лицарство зі свити

Не можуть Шалама, не можуть Балама

Знов на той мур підсадити!
3. Переклад Олега Короля
Хитунко-Бовтунко на мурі сидів, 

Та гепнувся так, що зламався напів.

І вся королівська кіннота, 

І вся королівськая рать

Не можуть сердегу докупи зібрать.
Яйко-Пхайко на тину сиділо 
4. Переклад Олекси Негребецького:
Яйко-Пхайко на тину сиділо

Яйко-Пхайко вниз полетіло

Вся наша поліція, всі наші солдати

Мусять Яйко-Пхайко докупи складати.

Усім же так гірко

Солдати ридають

Та все-таки Яйко, та все-таки Пхайко

Докупи складають.

Клей не тримається,

Пхайко розпадається!

На всі боки!
Переспів невідомого автора:
|  | Козак Мамай скакав за Дунай, Та гепнувся так, що луснув геть вкрай. Вся кіннота Дорошенка, Усе військо Морозенка, Ні братчики-запорожці, ні батько, ні мати Не можуть Мамая до купи зібрати. |